# سبع رواضي
سبع رواضي هي بلدة ومركز جماعة قروية مغربية تنتمي لإقليم مولاي يعقوب، غرب مدينة فاس. تضم هذه البلدة 23،519 ساكنا حسب إحصاء سبتمبر 2014.